# Shenzhou 20
Shenzhou 20 (chinois simplifié : 神舟二十号 ; pinyin : Shénzhōu Èrshí-hào ; litt. « Vaisseau divin 20 ») est la quinzième mission spatiale habitée chinoise et la neuvième à destination de la Station spatiale chinoise (SSC). Le lancement de l'équipage, composé de trois personnes, avec un lanceur Longue Marche 2F est prévu pour avril ou mai 2025 depuis la base de lancement de Jiuquan.

## Contexte
Shenzhou 20 est le neuvième vol spatial de longue durée vers la station spatiale Tiangong. La mission doit durer environ six mois et permettra de poursuivre les activités scientifiques et les opérations de maintenance de la station spatiale chinoise.

## Équipage
Les identités des membres d'équipage de la mission ont été révélées le 23 avril 2025 (heure de Pékin)
.
- Commandant : Chen Dong (3),  Chine
- Opérateur : Chen Zhongrui (1),  Chine
- Opérateur scientifique : Wang Jie (1),  Chine